# Her Bargain (film 1915)
Her Bargain è un cortometraggio muto del 1915 scritto, diretto e interpretato da Sydney Ayres. Prodotto e distribuito dalla Universal Film Manufacturing Company, il film, di genere drammatico, aveva come altri interpreti Doris Pawn, May Benson, Val Paul, Wilbur Higby, Beatrice Van.

## Trama
Dorothy Whitney, ricca ereditiera che vive nella sua magnifica dimora di Oak Crest, si prepara al matrimonio con Gordon Thorn. La sua madamigella d’onore sarà una vecchia compagna di scuola, Evelyn Day. Ma, quando Evelyn e Gordon si conoscono, scatta la scintilla e i due innamorati scappano insieme. Dorothy, il cuore infranto, sta guardando fuori dalla finestra con ancora indosso l’abito da sposa quando vede uno degli operai che lavorano lì vicino. Volendo vendicarsi dell’uomo che l’ha abbandonata, decide di sposarsi in ogni modo e, dopo avere fatto venire da lei l’operaio, gli offre ventimila dollari l’anno se accetterà di sposarla senza però poi pretendere di consumare il matrimonio. L’uomo, Rodney Blake vive insieme all’anziana madre malata. I due sono poveri e lui un giovane serio e industrioso che, dopo una giornata di duro lavoro, trova anche il tempo di studiare al lume di candela. Dapprima pensa di rifiutare l’assurda offerta di quella ricca ragazza, ma poi, pensando alle condizioni di sua madre, accetta. La stipula del contratto prevede che i due coniugi vivranno nella stessa casa, ma in appartamenti separati e che lui avrà l’obbligo, quando richiesto, di accompagnare la moglie ai suoi appuntamenti sociali.

Passano sei mesi. Rodney vive tranquillamente con la madre in un’ala separata della casa mentre sua moglie riceve per proprio conto i suoi amici. Guardandosi allo specchio, lui ripensa all’uomo onesto e laborioso che è sempre stato e rimpiange di avere accettato quel patto poco dignitoso. Ormai, però, ha incassato già mille dollari che non può più restituire. Quando Dorothy lo fa intervenire a uno dei suoi ricevimenti in giardino, incontra gli amici ricchi della moglie, tutti giovani debosciati e senza cervello, per di più maleducati. Lei si accorge della superiore statura morale dell’uomo che ormai è suo marito e, per un momento, si sente attratta da lui. Rodney, tornando a casa, prova disgusto per ciò che è diventato e, mentre è immerso in quei pensieri, la sua attenzione viene attratta da un annuncio sul giornale che offre mille dollari per una trasfusione di sangue. Si tratta della stessa somma che lui deve a Dorothy per potersi liberare da quell’odioso vincolo che lo lega a lei. Così decide di rispondere. La trasfusione dovrebbe servire a fare riacquistare le forze proprio a Gordon Thorn che, gravemente malato, è diventato un invalido, trascurato anche da Evelyn che cura malvolentieri quel marito a cui si preannuncia una morte prematura. Dorothy, vedendo Rodney andarsene, lo segue.

A casa dei Thorn, i medici trovano Rodney compatibile con la trasfusione che salverà la vita a Gordon. Dorothy, intanto, scopre che la meta del marito è la residenza del suo ex fidanzato davanti al quale si trova a faccia a faccia. Per Gordon, tuttavia, è ormai troppo tardi e l’uomo muore. Rodney porta via Dorothy e nel giardino che circonda Oak Crest, alla luce della luna, nasce finalmente l’amore tra i due sposi che si sono finalmente trovati.

## Produzione
Il film fu prodotto dalla Big U (Universal Film Manufacturing Company).

## Distribuzione
Distribuito dalla Universal Film Manufacturing Company, il film - un cortometraggio in due bobine - uscì nelle sale cinematografiche degli Stati Uniti il 4 febbraio 1915.